# Louis Renner
Ernst Albert Teodor Louis Renner (n. 9 noiembrie 1884, Adolf Fredriks parish⁠(d), Comitatul Stockholm, Suedia – d. 22 februarie 1956, Parohia Skeppsholms⁠(d), Suedia) a fost un ofițer naval și traducător suedez.

## Biografie
S-a căsătorit în 1920 cu Lisbeth Renner (1900-1983), cu care a colaborat ca traducător timp de un sfert de secol. Soții au tradus în principal literatură engleză de divertisment. Împreună, ei au tradus aproximativ 100 de cărți, inclusiv seria despre ofițerul naval Horatio Hornblower a lui C.S. Forester, în care a ieșit în evidență experiența de marinar a lui Louis Renner. 
După moartea soțului ei, Lisbeth Renner a continuat să traducă timp de încă 20 de ani, realizând în această perioadă aproximativ 100 de traduceri, inclusiv 15 din cărțile ulterioare ale lui Pearl Buck. 

## Traduceri (selecție)
- Phyllis Bentley: En modern tragedi (A modern tragedy) (Tiden, 1934)
- W. Somerset Maugham: Strängt personligt (Strictly personal) (Bonnier, 1942)
- Vicki Baum: Det gråtande trädet (The weeping wood) (Bonnier, 1944)
- Agatha Christie: Cyankalium och champagne (Sparkling cyanide) (Bonnier, 1946)
- C. S. Forester: Afrikas drottning (The African queen) (Bonnier, 1947)
- Henry James: Ett kvinnoporträtt (The portrait of a lady) (Ljus, 1947)
- Hammond Innes: Den ensamme skidåkaren (The lonely skier) (Bonnier, 1949)

Traduceri realizate doar de Lisbeth Renner
- Dennis Wheatley: Liv eller död (The ka of Gifford Hillary) (Skoglund, 1957)
- Rafael Sabatini: Kapten Blod (Captain Blood: His odyssey) (Bonnier, 1958)
- Max Catto: Ön som dog (The devil at four o'clock) (Bonnier, 1959)
- Leon Uris: Harmagedon: en roman om Berlin (Armageddon) (AWE/Geber, 1965)
- Margaret Drabble: Året vid Garrickteatern (Bonnier, 1967)
- Winston Graham: Stormfloden: roman från Cornwall 1798-1799 (The angry tide) (AWE/Geber, 1980)

## Legături externe
- „Lisbeth och Louis Renner” av Victor Falk, Svenskt översättarlexikon. Accesat la 30 martie 2014.